# Vadas Ernő
Vadas Ernő (eredeti neve: Weisshaus Ernő) (Nagykanizsa, 1899. december 17. – Budapest, 1962. május 30.) magyar fényképész, fotóművész, a Magyar Távirati Iroda főmunkatársa volt.

## Életpályája
Szülei: Weisshaus Sándor és Egri Julianna voltak. Pályafutását amatőrként kezdte. 1918-ban készítette el első fényképét. 1927-től Balogh Rudolfnál tanult. 1929-ben a Magyar Fényképezők Országos Szövetségének tagja lett. Az 1930-as években idillikus, romantikus képeivel ért el sikert. 1931-ben Svájcban díjat nyert Libák című fényképével. 1936-ban megalakította a Modern Magyar Fényképezők Egyesületét. 1937-ben Budapesten házasságot kötött Czirják Mária Erzsébettel. 1939-ben Rosner Károllyal kiadta a Magyar Fényképezés című albumát. A második világháborúban munkaszolgálatos volt. 1945-ben került haza Mauthausenből. A második világháború után témaköre kibővült és reálisabb színezetet kapott. Az egyesületet a hatóságok betiltották, így a Turisták Inóci Társasága fotószakosztályának tagjaiként működtek tovább. 1947-ben a Nemzetközi Amatőrfényképészek Világszövetségének egyik hazai igazgatójává nevezték ki. 1954–1962 között a Fotó című szaklap főszerkesztőjeként dolgozott. 1956-tól a Magyar Távirati Iroda fotóriportere illetve főmunkatársa volt. 1956-tól a Magyar Fotóművészek Szövetségének elnöke volt. 1957-ben a FIAP legmagasabb kitüntetésben részesítette. 1960-ban gyűjteményes kiállításon mutatta be műveit.
Képei a Geographic Magazine-ban, a Vanity Fair-ben, a Seven Seas-ben, a Harpers Bazaar-ban, az Illustrated London News-ban és a L’Illustration-ban jelentek meg.
Sírja a Farkasréti temetőben található (46/6-1-18).

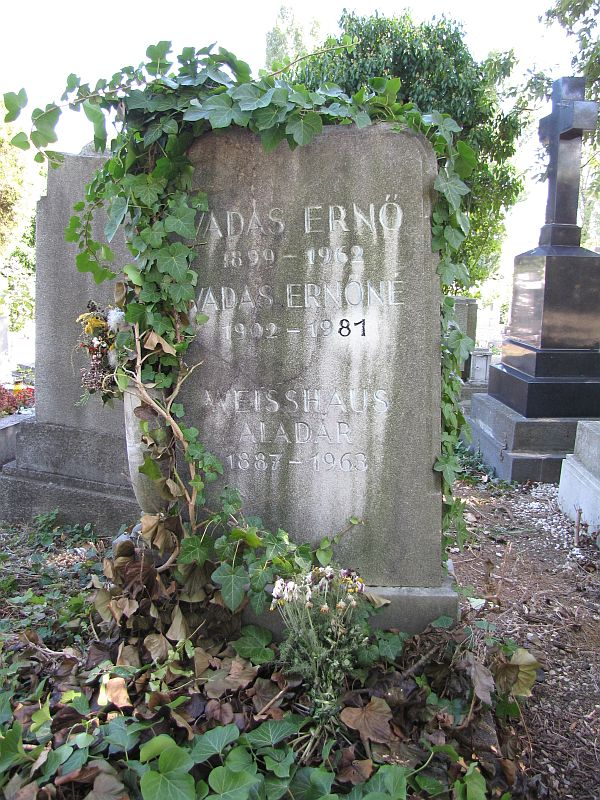
Vadas Ernő fotóművész sírja Budapesten. Farkasréti temető: 46/6-1-18.

## Könyvei
- So fotografiert man das Leben (Halle, 1959)